# Giovanni Collino
Giovanni Collino (ur. 15 czerwca 1954 w Pontebbie) – włoski polityk, przedsiębiorca, były senator, od 2009 do 2011 eurodeputowany.

## Życiorys
W okresie studiów wstąpił do Włoskiego Ruchu Socjalnego, po jego rozwiązaniu od połowy lat 90. działał w Sojuszu Narodowym. Był m.in. sekretarzem tej partii w regionie Friuli-Wenecja Julijska. W 2009 został działaczem powstałego m.in. na bazie AN Ludu Wolności.
Zajmował stanowisko dyrektora firmy zajmującej się udzielaniem kredytów i pożyczek. Pełnił funkcję radnego Gemona del Friuli i Udine. Od 1996 do 2009 zasiadał we włoskim Senacie XIII, XIV, XV i XVI kadencji.
W wyborach w 2009 uzyskał z listy PdL mandat posła do Parlamentu Europejskiego VII kadencji. Został członkiem grupy Europejskiej Partii Ludowej oraz Komisji Budżetowej. W 2010 przeszedł do nowej partii pod nazwą Przyszłość i Wolność dla Włoch. W 2011 utracił mandat europosła w wyniku postępowania sądowego, w którym skorygowano podział mandatów między okręgi wyborcze w 2009.